# 315186 Schade
315186 Schade este o planetă minoră (asteroid) din Mars-crossing asteroid⁠(d). A fost descoperită pe 11 iunie 2007 la Mauna Kea de David D. Balam. 
Obiectul prezintă o orbită caracterizată de o semiaxă mare de 2,2490614119642 UAi, o excentricitate de 0,3, o înclinație de 6,6 ° în raport cu ecliptica.